# Heike Kemmer
Heike Kemmer (Berlín Oriental, RDA, 24 de abril de 1962) es una jinete alemana que compitió en la modalidad de doma.
Participó en dos Juegos Olímpicos de Verano, obteniendo tres medallas, oro en Atenas 2004, en la prueba por equipos (junto con Hubertus Schmidt, Martin Schaudt y Ulla Salzgeber), y oro y bronce en Pekín 2008, por equipos (con Nadine Capellmann e Isabell Werth) e individual, respectivamente.
Ganó una medalla de oro en el Campeonato Mundial de Doma de 2006 y tres medallas en el Campeonato Europeo de Doma, entre los años 2001 y 2005.

## Palmarés internacional
| Juegos Olímpicos   | Juegos Olímpicos        | Juegos Olímpicos  | Juegos Olímpicos |
| Año                | Lugar                   | Medalla           | Categoría        |
| ------------------ | ----------------------- | ----------------- | ---------------- |
| 2004               | Atenas (Grecia)         | Medalla de oro    | Por equipos      |
| 2008               | Hong Kong (China)       | Medalla de oro    | Por equipos      |
| 2008               | Hong Kong (China)       | Medalla de bronce | Individual       |
| Campeonato Mundial |                         |                   |                  |
| Año                | Lugar                   | Medalla           | Categoría        |
| 2006               | Aquisgrán (Alemania)    | Medalla de oro    | Por equipos      |
| Campeonato Europeo |                         |                   |                  |
| Año                | Lugar                   | Medalla           | Categoría        |
| 2001               | Verden (Alemania)       | Medalla de oro    | Por equipos      |
| 2003               | Hickstead (Reino Unido) | Medalla de oro    | Por equipos      |
| 2005               | Hagen (Alemania)        | Medalla de oro    | Por equipos      |